# Atributy svatého Václava
Svatý Václav je významnou postavou českých dějin. Faktografické zprávy o něm, které dnes dokládají některé hmotné i písemné prameny, se různí s idealizací jeho osoby, jakožto ochránce, knížete i křesťana, která byla v běhu času vykonstruována v českém prostředí. Kult sv. Václava byl mnohokráte užíván při agitačních snahách, ať už se jednalo o Karla IV., husity nebo protireformační program katolické církve.
Ideu sv. Václava jako věřícího a světce představovala především přítomnost základních křesťanských motivů, případně bylo zachyceno jeho krveprolití (v paralele na samotného Ježíše Krista), kult panovníka reprezentovala knížecí čapka, koruna, znak přemyslovské orlice na štítu nebo praporu aj., jeho zobrazení jako lidového a lidem blízkého člověka inspirovaly události z legend – pěstování obilí a révy, darování dřeva chudým, rušení šibenic nebo záchrana pohanských dětí.
Chrámový poklad, který se nachází v Katedrále sv. Víta disponuje mnohými památkami, jsou zde i takové, které přímo odkazují na osobu sv. Václava. Ovšem pravděpodobnost, že je nosil opravdový Václav, je pramálo mizivá. Umělec tedy často vycházel z dochovaných částí pravděpodobného Václavova brnění, které byly sv. Václavovi připisovány, a to z helmy, drátěné, kroužkové košile a meče. Tyto sekundární relikvie byly již od 13. stol. k vidění v pražské bazilice. Železná přilbice, která byla zaznamenána v inventáři už roku 1354, je na temenní části poškozená. Kruh a nánosek s motivem křížku a Krista je starší než hlavní část helmy, patrně pochází z doby Karla Velikého. Dalším předmětem připisovaným sv. Václavovi je asi deset kilo vážící kroužková košile a také ocelový meč s křížkem zvaný korunovační. Tento meč však vznikl až za doby Karla IV. Nedochovaným artefaktem spojovaným s Václavem bylo pověstné kopí. Mnoho kronikářů se o něm zmiňuje, přesto je více než pravděpodobné, že se jednalo o symbol, předmět, který byl Václavovi zasvěcen. U dalších artefaktů je velmi těžké prokázat jejich příslušnost k Václavově osobě a některé z nich už neexistují. Jsou jimi roucha, kožená bota i koflíky... 
Umělci často zobrazovali svatováclavský poklad při tvorbě svých děl. 

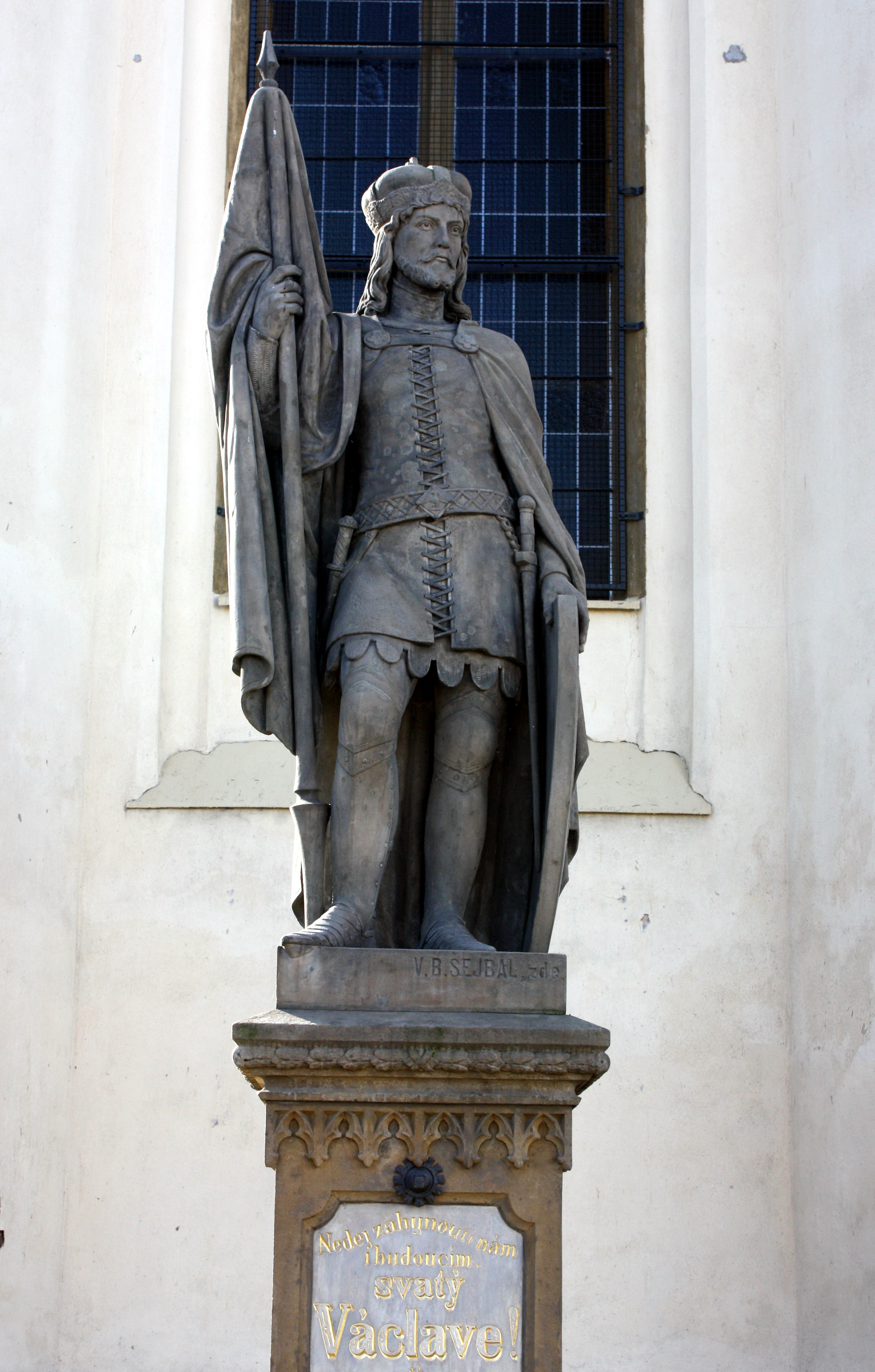

Sv. Václav bývá vyobrazován s následujícími předměty:
- knížecí čapka (panovnická symbolika)
- koruna (panovnická symbolika)
- kříž (křesťanská symbolika)
- přilbice (odkaz na svatováclavský poklad, bojová a ochranitelská symbolika)
- zbroj (odkaz na svatováclavský poklad, bojová a ochranitelská symbolika)
- meč (meč bez pochvy symbolizuje nositele práva)
- kopí (odkaz na svatováclavský poklad, bojová a ochranitelská symbolika)
- štít (bojová a ochranitelská symbolika)
- erb černé orlice (příslušnost k rodu Přemyslovců, případně nahrazen erbem dvojocasého lva)
- vinná réva (symbolika hojnosti a životní energie, odkaz na legendu, ve které sám sv. Václav připravuje mešní víno)

Sv. Václav často bývá zachycen při činnostech:
- jízda na koni/ jezdecká socha
- při jeho zavraždění
- při šlapaní vína
- prostý či majestátní postoj